# Slippin' In
Albums de Buddy Guy
Feels Like Rain
(1993) Live: The Real Deal
(1996)
Feels Like Rain est le neuvième album studio de Buddy Guy. Il a reçu le grammy Award du meilleur album de blues contemporain lors de la 38e cérémonie des Grammy Awards.

## Liste des pistes
| No  | Titre                                                   | Auteur                     | Durée |
| --- | ------------------------------------------------------- | -------------------------- | ----- |
| 1.  | I Smell Trouble                                         | Don Robey                  | 3:12  |
| 2.  | Please Don't Drive Me Away                              | Jesse Ervin, Charles Brown | 3:55  |
| 3.  | 7-11                                                    | Fenton Robinson            | 6:57  |
| 4.  | Shame, Shame, Shame                                     | Jimmy Reed                 | 3:29  |
| 5.  | Love Her With a Feeling                                 | Lowell Fulson              | 4:27  |
| 6.  | Little Dab-A-Doo                                        | Buddy Guy                  | 5:19  |
| 7.  | Someone Else is Steppin' In (Slippin' Out, Slippin' In) | Denise LaSalle             | 4:26  |
| 8.  | Trouble Blues                                           | Charley Brown              | 3:07  |
| 9.  | Man of Many Words                                       | Buddy Guy                  | 3:02  |
| 10. | Don't Tell Me About The Blues                           | James Quinn                | 6:16  |
| 11. | Cities Need Help                                        | Buddy Guy                  | 5:29  |

## Musiciens
- Buddy Guy - guitare, chant
- David Grissom - guitare (pistes : 1, 2, 4, 11), guitare acoustique sur la 8, guitare slide sur la 9
- Scott Holt - guitare (pistes : 3, 5 à 7, 10)
- Reese Wynans - Piano & Organ (pistes : 1, 2, 4, 7 à 9, 11)
- Johnnie Johnson - Piano
- Tommy Shannon - Bass  (pistes : 1, 2, 4, 8, 9, 11)
- Greg Rzab - basse
- Chris Layton - batterie (pistes : 1, 2, 4, 8, 9, 11)
- Ray Allison - batterie
- Chant sur Slippin' Out : Suzanne Maso, Emily Maso, Monica Maso, Carey Reisz, Anne Markovich, Kelley Flynn, Hillary Faeta, Brian Moravec, Bill Potocki, « Crazy » Dave Komie, L. Daniel Roman, Rob « Skoalie O » Davis, Buffy Holt, Davin Reddington, JC Clements, Jason Blankenship, Anne.